# Альфа Ромео (команда Формулы-1, 2019—2023)
Alfa Romeo Racing — команда Формулы-1, созданная в 2019 году на базе команды Sauber.
В состав основных пилотов команды вошли финский пилот, чемпион мира Формулы-1 2007 года Кими Райкконен и итальянский пилот Антонио Джовинацци.
Кими Райкконен закончил гоночную карьеру по окончании сезона 2021 года, на его место пришёл его соотечественник, бывший пилот команды Mercedes Валттери Боттас. Также по окончании сезона 2021 года команду покинул второй пилот Антонио Джовинацци, на его место пришёл призёр чемпионата Формулы-2 Чжоу Гуаньюй, Джовинацци же собирался продолжить свою карьеру в Формуле Е.
В августе 2022 года стало известно, что Альфа Ромео прекратит сотрудничество с Sauber в конце 2023 года и покинет Формулу-1.

## История

### 2010-е

#### Alfa Romeo Racing

##### Сезон 2019
На протяжении всей первой половины чемпионата команда набирала очки лишь за счёт Райкконена, который также боролся за выход в первый сегмент квалификации. Джовинацци свои первые очки в сезоне набрал лишь на Гран-при Австрии за 10-е место. Во второй части чемпионата результаты команды упали, что сказалось на результатах. Райкконен после Гран-при Бельгии заехал в очки лишь один раз. Зато результаты Джовинацци стали немного лучше: 9-е место в Италии, 10-е в Сингапуре и 5-е в Бразилии. Лучшим этапом для Альфа Ромео стал Гран-при Бразилии, где Райкконен приехал 5-м, а Джовинацци 6-м (после гонки был оштрафован Льюис Хэмилтон, в результате чего и Кими, и Антонио поднялись на одну позицию выше). По итогам сезона команда заняла восьмое место (57 очков). Райкконен стал 12-м (43 очка), Джовинацци стал 17-м (14 очков).

### 2020-е

#### Alfa Romeo Racing Orlen
В январе 2020 года было объявлено о контракте между командой Alfa Romeo и польской нефтегазовой компанией PKN Orlen, которая стала титульным спонсором. Также в рамках заключенного соглашения Роберт Кубица, которого поддерживает Orlen стал резервным пилотом Alfa Romeo.

##### Сезон 2020
Состав пилотов на сезон 2020 остался неизменным: Кими Райкконен и Антонио Джовинацци. Изначально сезон должен был начаться в Австралии весной, но из-за пандемии COVID-19 сезон был перенесён на июль. Сезон начался в Австрии, где команда взяла 2 очка благодаря 9-му месту Антонио, Райкконен сошёл. Из-за слабой формы болида и неудачного мотора «Феррари» C39 не мог давать нужных результатов, и следующие очки команда взяла только на Гран-при Тосканы, где Райкконен стал девятым. В Айфеле Джовинацци стал 10-м, а на Гран-при Эмилии-Романьи оба пилота команды финишировали в очках. Единственным соперником команды был «Хаас» и победителем из противостояния вышла швейцарская команда (8 очков против 3). Команда заняла, как и в прошлом году, восьмое место, но набрав лишь 8 очков. Райкконен и Джовинацци стали 16-м и 17-м соответственно, набрав по 4 очка.

##### Сезон 2021
В сезоне 2021 Alfa Romeo достигли всего лишь девятого места в кубке конструкторов, набрав 13 очков. Пилотам "Альфы" не везло в самые неподходящие моменты для набора больших очков: в Венгрии, когда сошла или выбыла из борьбы за высокие позиции почти половина пилотов, Райкконен получил штраф за столкновение с Никитой Мазепиным в пит-лейне, а Джовинацци превысил скорость на въезде на пит-лейн, на Гран-при Эмилии-Романьи Райкконену дали спорный штраф в 30 секунд, который лишил его двух очков, которые он заработал в гонке за 9-е место, а на Гран-при Бельгии, когда в квалификации решались, по сути, позиции в гонке, оба пилота не смогли выйти из первого сегмента квалификации. В итоге Williams, а не Alfa Romeo досталось восьмое место.
1 сентября Кими Райкконен объявил о завершении карьеры.6 сентября было объявлено о подписании контракта с Валттери Боттасом,16 октября было объявлено, что вторым пилотом команды в 2022 году будет Чжоу Гуаньюй.

##### Сезон 2022
Сезон 2022 начался для Alfa Romeo как никогда лучше: в семи из первых девяти гонок пилоты команды набирали очки. Несмотря на плохую вторую половину сезона, в которой пилоты "Альфы" всего три раза набрали очки, им удалось сохранить шестое место в зачете, набрав 55 очков - столько же, сколько набрали Aston Martin, закончившие сезон на седьмом месте. уступив Alfa Romeo по дополнительным показателям.

##### Сезон 2023
Сезон 2023 стал последним для бренда Alfa Romeo в Формуле-1: перед началом сезона 2023 они объявили о прекращении партнерства с Sauber по окончании сезона 2023.
Сезон сложился для команды не очень удачно: они заняли лишь девятое место, набрав 16 очков.

## Результаты выступлений Alfa Romeo в Формуле-1
| Легенда к таблице |                                                                    |
| --- | ------------------------------------------------------------------ |
| В таблице перечислены результаты всех Гран-при Формулы-1, в которых принимала участие команда. Строками таблицы являются сезоны, столбцами — этапы чемпионата мира. В каждой клетке указаны сокращённое название этапа и результаты гонщиков команды, дополнительно обозначенные цветом. Расшифровка обозначений и цветов представлена в нижеследующей таблице. |                                                                    |
| \| Пример \| Описание \| \| ------------ \| ------------------------------------------------------------------ \| \| 1 \| Победитель \| \| 2 \| Второе место \| \| 3 \| Третье место \| \| 5 \| Финишировал, заработав очки \| \| Сход \| Не финишировал, но при этом заработал очки \| \| 12 \| Финишировал, не получив очков \| \| НКЛ \| Финишировал, но не попал в финальную классификацию \| \| 15 \| Участвовал вне зачёта, либо по отдельной классификации \| \| 18 \| Не финишировал, но попал в финальную классификацию \| \| Сход \| Не финишировал \| \| НКВ \| Не прошёл квалификацию \| \| НПКВ \| Не прошёл предквалификацию \| \| ДСК \| Дисквалифицирован \| \| ИСК \| Исключён из протокола соревнований \| \| ТТ \| Заявлен для участия только в тренировках \| \| НС \| Участвовал в квалификации, но не стартовал в гонке \| \| Т \| Травмирован или болен \| \| ОТК \| Отказ от участия \| \| НТР \| Прибыл на соревнования, но на трассу не выезжал \| \| НПР \| Был заявлен в числе участников, но не прибыл к началу соревнований \| \| О \| Соревнования отменены \| \| \| Не участвовал \| \| Поул-позиция \| \| \| Быстрый круг \| \| |                                                                    |
| Пример | Описание                                                           |
| 1 | Победитель                                                         |
| 2 | Второе место                                                       |
| 3 | Третье место                                                       |
| 5 | Финишировал, заработав очки                                        |
| Сход | Не финишировал, но при этом заработал очки                         |
| 12 | Финишировал, не получив очков                                      |
| НКЛ | Финишировал, но не попал в финальную классификацию                 |
| 15 | Участвовал вне зачёта, либо по отдельной классификации             |
| 18 | Не финишировал, но попал в финальную классификацию                 |
| Сход | Не финишировал                                                     |
| НКВ | Не прошёл квалификацию                                             |
| НПКВ | Не прошёл предквалификацию                                         |
| ДСК | Дисквалифицирован                                                  |
| ИСК | Исключён из протокола соревнований                                 |
| ТТ | Заявлен для участия только в тренировках                           |
| НС | Участвовал в квалификации, но не стартовал в гонке                 |
| Т | Травмирован или болен                                              |
| ОТК | Отказ от участия                                                   |
| НТР | Прибыл на соревнования, но на трассу не выезжал                    |
| НПР | Был заявлен в числе участников, но не прибыл к началу соревнований |
| О | Соревнования отменены                                              |
| | Не участвовал                                                      |
| Поул-позиция |                                                                    |
| Быстрый круг |                                                                    |

| Сезон | Шасси                 | Двигатель               | Ш | Гонщики    | 1    | 2    | 3    | 4    | 5    | 6    | 7    | 8    | 9    | 10   | 11  | 12  | 13   | 14   | 15   | 16   | 17   | 18   | 19   | 20   | 21  | 22   | Место | Очки |
| ----- | --------------------- | ----------------------- | - | ---------- | ---- | ---- | ---- | ---- | ---- | ---- | ---- | ---- | ---- | ---- | --- | --- | ---- | ---- | ---- | ---- | ---- | ---- | ---- | ---- | --- | ---- | ----- | ---- |
| 2019  | Alfa Romeo Racing C38 | Ferrari 064 1,6 V6      | P |            | АВС  | БАХ  | КИТ  | АЗЕ  | ИСП  | МОН  | КАН  | ФРА  | АВТ  | ВЕЛ  | ГЕР | ВЕН | БЕЛ  | ИТА  | СИН  | РОС  | ЯПО  | МЕК  | США  | БРА  | АБУ |      | 8     | 57   |
| 2019  | Alfa Romeo Racing C38 | Ferrari 064 1,6 V6      | P | Райкконен  | 8    | 7    | 9    | 10   | 14   | 17   | 15   | 7    | 9    | 8    | 12  | 7   | 16   | 15   | Сход | 13   | 12   | Сход | 11   | 4    | 13  |      | 8     | 57   |
| 2019  | Alfa Romeo Racing C38 | Ferrari 064 1,6 V6      | P | Джовинацци | 15   | 11   | 15   | 12   | 16   | 19   | 13   | 16   | 10   | Сход | 13  | 18  | 18   | 9    | 10   | 15   | 14   | 14   | 14   | 5    | 16  |      | 8     | 57   |
| 2020  | Alfa Romeo Racing C39 | Ferrari 065 1,6 V6T     | P |            | АВТ  | ШТИ  | ВЕН  | ВЕЛ  | 70Л  | ИСП  | БЕЛ  | ИТА  | ТОС  | РОС  | АЙФ | ПОР | ЭМИ  | ТУР  | БАХ  | САХ  | АБУ  |      |      |      |     |      | 8     | 8    |
| 2020  | Alfa Romeo Racing C39 | Ferrari 065 1,6 V6T     | P | Райкконен  | Сход | 11   | 15   | 17   | 15   | 14   | 12   | 13   | 9    | 14   | 12  | 11  | 9    | 15   | 15   | 14   | 12   |      |      |      |     |      | 8     | 8    |
| 2020  | Alfa Romeo Racing C39 | Ferrari 065 1,6 V6T     | P | Джовинацци | 9    | 14   | 17   | 14   | 17   | 16   | Сход | 16   | Сход | 11   | 10  | 15  | 10   | 16   | 16   | 13   | 16   |      |      |      |     |      | 8     | 8    |
| 2021  | Alfa Romeo Racing C41 | Ferrari 065/6 1,6 V6T   | P |            | БАХ  | ЭМИ  | ПОР  | ИСП  | МОН  | АЗЕ  | ФРА  | ШТИ  | АВТ  | ВЕЛ  | ВЕН | БЕЛ | НИД  | ИТА  | РОС  | ТУР  | США  | МЕХ  | САП  | КАТ  | САУ | АБУ  | 9     | 13   |
| 2021  | Alfa Romeo Racing C41 | Ferrari 065/6 1,6 V6T   | P | Райкконен  | 11   | 13   | Сход | 12   | 11   | 10   | 17   | 11   | 16   | 15   | 10  | 18  | ТТ   |      | 8    | 12   | 13   | 8    | 12   | 14   | 15  | Сход | 9     | 13   |
| 2021  | Alfa Romeo Racing C41 | Ferrari 065/6 1,6 V6T   | P | Джовинацци | 12   | 14   | 12   | 15   | 10   | 11   | 15   | 15   | 14   | 13   | 13  | 13  | 14   | 13   | 16   | 11   | 11   | 11   | 14   | 15   | 9   | Сход | 9     | 13   |
| 2021  | Alfa Romeo Racing C41 | Ferrari 065/6 1,6 V6T   | P | Кубица     |      |      |      |      |      |      |      |      |      |      |     |     | 15   | 14   |      |      |      |      |      |      |     |      | 9     | 13   |
| 2022  | Alfa Romeo C42        | Ferrari 066/7 1,6 V6T   | P |            | БАХ  | САУ  | АВС  | ЭМИ  | МАЙ  | ИСП  | МОН  | АЗЕ  | КАН  | ВЕЛ  | АВТ | ФРА | ВЕН  | БЕЛ  | НИД  | ИТА  | СИН  | ЯПО  | США  | МЕХ  | САП | АБУ  | 6     | 55   |
| 2022  | Alfa Romeo C42        | Ferrari 066/7 1,6 V6T   | P | Чжоу       | 10   | 11   | 11   | 15   | Сход | Сход | 16   | Сход | 8    | Сход | 14  | 16  | 13   | 14   | 16   | 10   | Сход | 16   | 12   | 13   | 12  | 12   | 6     | 55   |
| 2022  | Alfa Romeo C42        | Ferrari 066/7 1,6 V6T   | P | Боттас     | 6    | Сход | 8    | 5    | 7    | 6    | 8    | 11   | 7    | Сход | 11  | 14  | 20   | Сход | Сход | 13   | 11   | 15   | Сход | 10   | 9   | 15   | 6     | 55   |
| 2023  | Alfa Romeo C43        | Ferrari 066/10 1,6 V6 T | P |            | БАХ  | САУ  | АВС  | АЗЕ  | МАЙ  | МОН  | ИСП  | КАН  | АВТ  | ВЕЛ  | ВЕН | БЕЛ | НИД  | ИТА  | СИН  | ЯПО  | КАТ  | США  | МЕХ  | САП  | ЛАС | АБУ  | 9     | 16   |
| 2023  | Alfa Romeo C43        | Ferrari 066/10 1,6 V6 T | P | Чжоу       | 16   | 13   | 9    | Сход | 16   | 13   | 9    | 16   | 12   | 15   | 16  | 13  | Сход | 14   | 12   | 13   | 9    | 13   | 15   | Сход | 15  | 17   | 9     | 16   |
| 2023  | Alfa Romeo C43        | Ferrari 066/10 1,6 V6 T | P | Боттас     | 8    | 18   | 11   | 18   | 13   | 11   | 19   | 10   | 15   | 12   | 12  | 12  | 15   | 10   | Сход | Сход | 8    | 12   | 14   | Сход | 17  | 19   | 9     | 16   |

### Комментарии
1. ↑  Получил дополнительные два очка за седьмое место в спринте.